# 5829 Ishidagoro
5829 Ishidagoro eller 1991 CT1 är en asteroid i huvudbältet som upptäcktes den 11 februari 1991 av de japanska astronomerna Satoru Otomo och Osamu Muramatsu i Kiyosato. Den är uppkallad efter den japanske astronomen Gorō Ishida.
Asteroiden har en diameter på ungefär 3 kilometer och den tillhör asteroidgruppen Matterania.